# Hippolyt Kempf

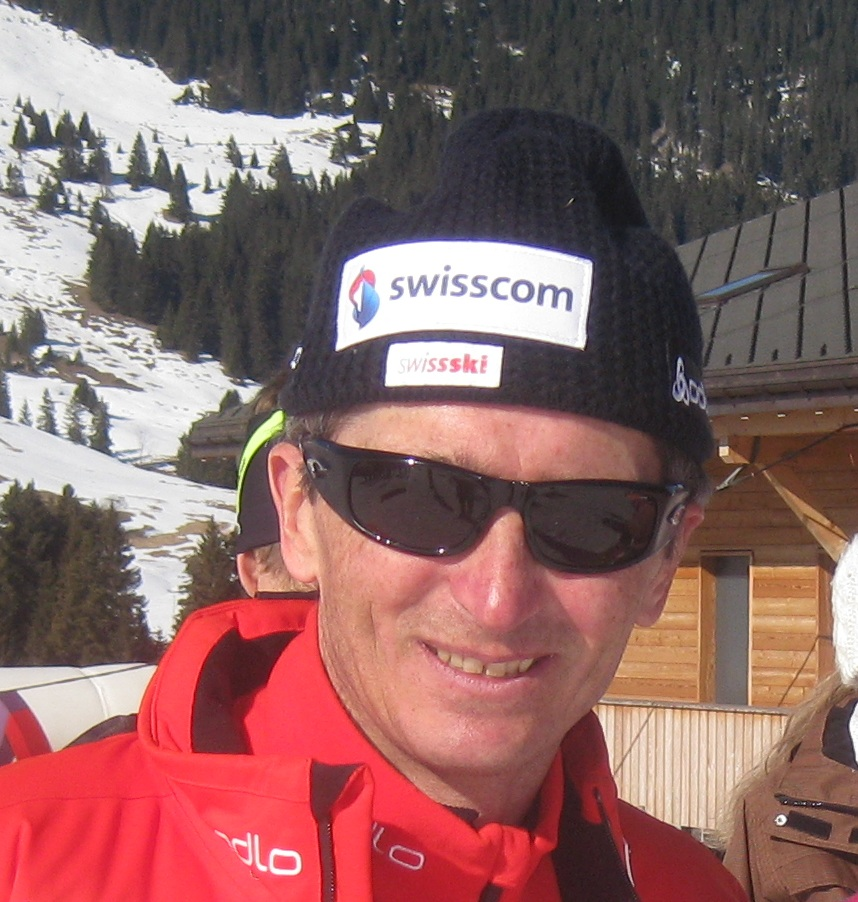
Hippolyt Kempf.

Hippolyt Kempf, född 10 december 1965 i Luzern, är en schweizisk nordisk kombinationsåkare som tävlade internationellt under sent 1980-tal-tidigt 1990-tal.
Han tog flera olympiska medaljer, 1988 i Calgary (guld: 15 kilometer individuellt, silver: 3 x 10 kilometer lag) och den tredje 1994 i Lillehammer (brons: 3 x 10 kilometer lag).
Kempf ingick också i det schweiziska lag som tog silver på 3 x 10 kilometer vid  världsmästerskapen 1989 i Lahtis.